# 汉斯·米尔德
汉斯·米尔德（瑞典語：Hans Mild，1934年7月31日—2007年12月23日），瑞典男子足球、冰球、班迪球运动员。他曾代表瑞典国家队参加1964年冬季奥林匹克运动会冰球比赛，获得一枚银牌。